# Peter Sodann

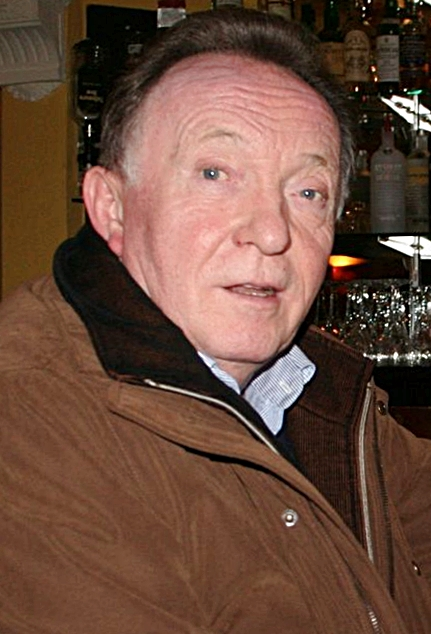
Peter Sodann (2009)

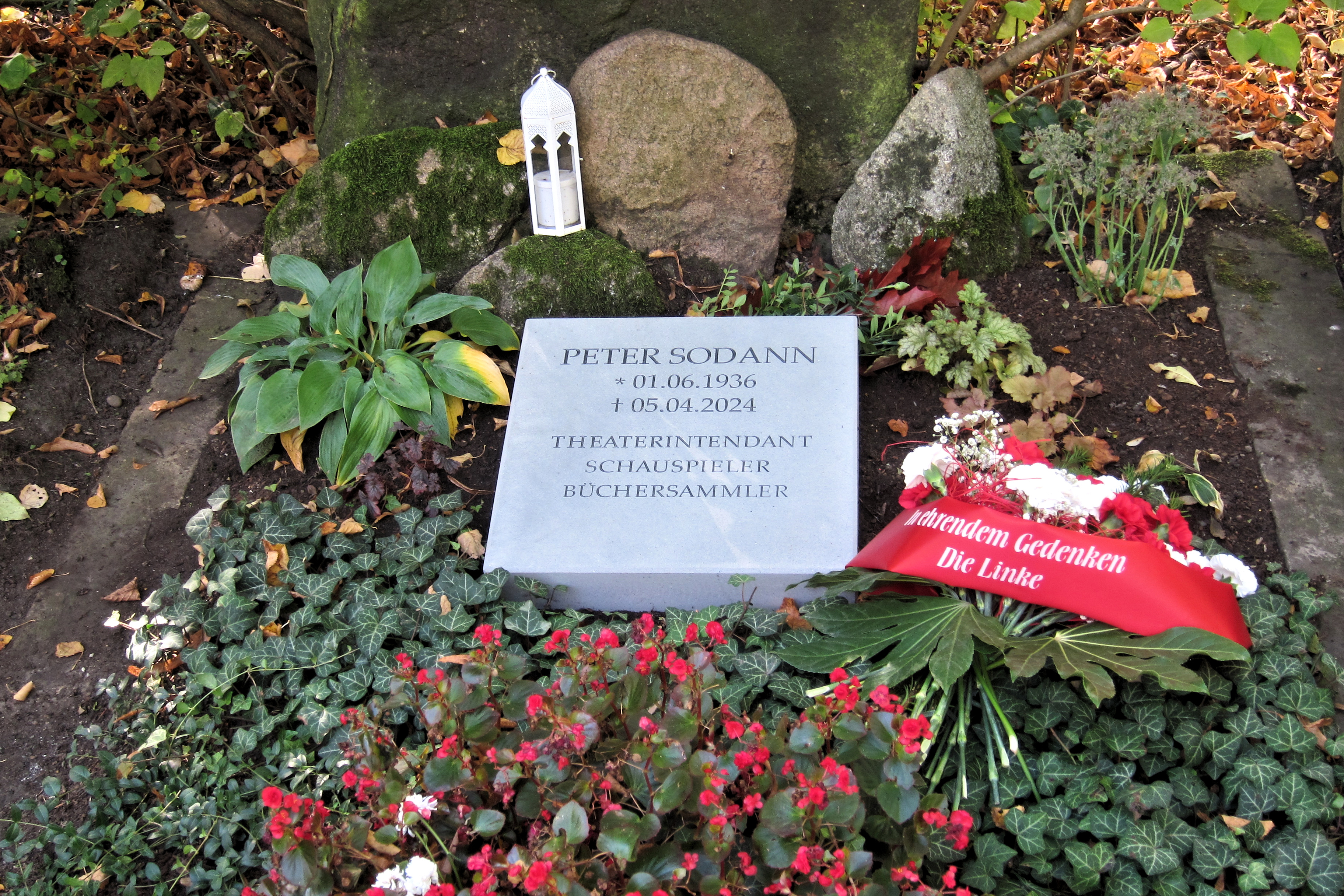
Grabstelle auf dem Stadtgottesacker in Halle (Saale)

Peter Sodann (Aussprache [zo'dan]; * 1. Juni 1936 in Meißen; † 5. April 2024 in Halle (Saale)) war ein deutscher Schauspieler, Regisseur und Theaterintendant. 
Seine Laufbahn begann 1964 als Theaterschauspieler am Berliner Ensemble unter Helene Weigel und an den Städtischen Bühnen Erfurt. Von 1965 bis 2018 wirkte er in über 60 Film- und Fernsehproduktionen mit. Dem gesamtdeutschen Fernsehpublikum wurde er vor allem durch seine Rolle als Tatort-Kommissar Bruno Ehrlicher bekannt, den er von 1992 bis 2007 spielte. Darüber hinaus war er langjähriger Intendant am neuen theater in Halle. Sodanns Büchersammlung diente als Grundlage für die Peter-Sodann-Bibliothek in Stauchitz. 
2009 kandidierte er für das Amt des Bundespräsidenten, aufgestellt von der Partei Die Linke.

## Leben

### Herkunft und Ausbildung
Peter Sodann, Sohn eines Stanzers und einer Landarbeiterin, wuchs in Weinböhla in der Nähe von Meißen auf. Sein Vater wurde 1944 in die Wehrmacht eingezogen und fiel noch im selben Jahr im Alter von 44 Jahren an der Ostfront. Sodann war Mitglied der Freien Deutschen Jugend (FDJ). Nach einer Lehre als Werkzeugmacher holte er mit dem Besuch der Arbeiter-und-Bauern-Fakultät 1954 bis 1957 das Abitur nach. Sodann studierte Jura an der Universität Leipzig, bevor er 1959 an die Theaterhochschule Leipzig wechselte.

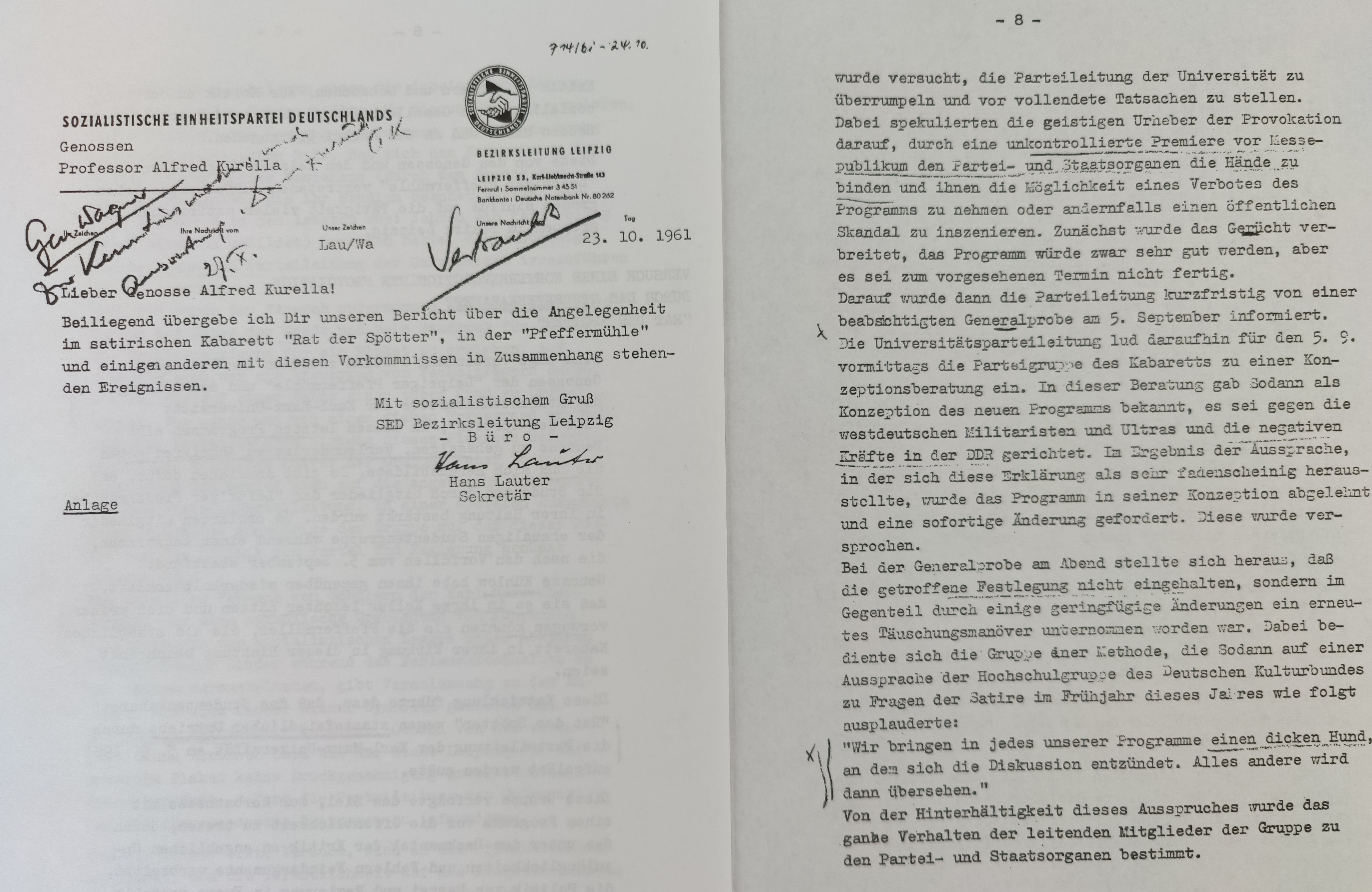
Auszug aus Unterlagen der Staatssicherheit, Vorgang der SED-Bezirksleitung Leipzig zum „Rat der Spötter“

 In Leipzig leitete er das Studentenkabarett „Rat der Spötter“, in dem neben anderen auch Ernst Röhl Mitglied war. Nachdem ein Programm 1961 als konterrevolutionär eingestuft worden war, musste sich das Kabarett auflösen. Sodann hatte u. a. einem Stoffhund das Parteiorgan Neues Deutschland in den Hintern geschoben. Sodann wurde in Untersuchungshaft genommen, aus der SED ausgeschlossen und wegen staatsgefährdender Hetze zu zehn Jahren Gefängnis verurteilt, die nach zehn Monaten in vier Jahre Bewährung in der Produktion umgewandelt wurden. Er machte im VEB Starkstromanlagenbau Leipzig eine Ausbildung zum Spitzendreher. Ab 1963 konnte er sein Studium fortsetzen.

### Privates
Sodann war ab 1995 in zweiter Ehe mit Cornelia Brenner verheiratet. Er hat zwei Söhne und zwei Töchter; sein ältester Sohn Franz Sodann (* 1973) wurde ebenfalls Schauspieler und kandidierte bei der Landtagswahl 2014 für Die Linke. Er wurde in den Sächsischen Landtag gewählt und 2019 wiedergewählt.
Bis 2020 lebte Sodann in Staucha (Ortsteil von Stauchitz) bei Riesa und zog dann zurück nach Halle an der Saale. Er starb dort im April 2024 im Alter von 87 Jahren. Er wurde auf dem Stadtgottesacker (Innenfeld) in Halle an der Saale beigesetzt.
Am 1. Juni 2024 fand im neuen theater (nt) in Halle eine Gedenkfeier für Sodann statt.

## Karriere

### Theater

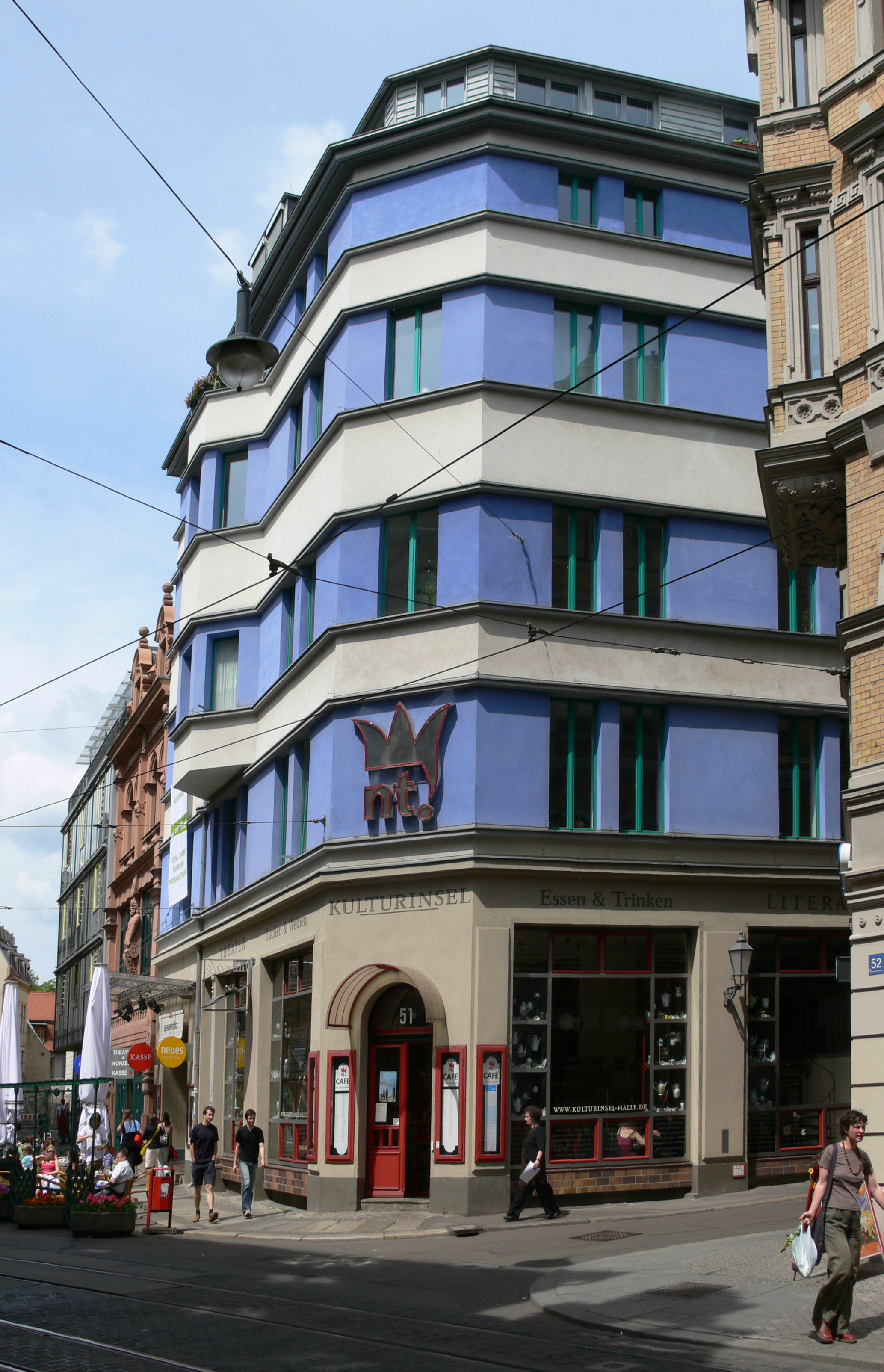
Das neue theater (nt) in Halle (Saale)

Sein erstes Engagement hatte Sodann 1964 am Berliner Ensemble unter Helene Weigel. 1966 wechselte er an die Städtischen Bühnen Erfurt, 1971 an das Städtische Theater Karl-Marx-Stadt, wo er erste Regiearbeiten durchführte, und 1975 als Schauspieldirektor an die Städtischen Bühnen Magdeburg. Eine Vielzahl von klassischen und Brecht-Rollen gehörten zu seinem Repertoire als Theaterschauspieler und Regisseur.
Ab 1980 lebte und arbeitete er in Halle (Saale), zunächst als Schauspieldirektor des Landestheaters und bis zum 2. Juli 2005 als Intendant des neuen theaters. Mit dem gesamten Ensemble schuf er ab 1981 aus einem alten Kinosaal ein kulturelles Zentrum von Halle. Zur Halleschen „Kulturinsel“ gehören inzwischen der Große Saal, ein Hoftheater, ein Kammertheater „Kommode“, ein Puppentheater, eine Galerie, eine Bibliothek, in der Sodann zwischen 1945 und 1989 in der DDR erschienene und teilweise vom Müll gerettete Literatur sammelte, ein Literaturcafé und eine Theaterkneipe „Strieses Biertunnel“, benannt nach der Hauptfigur des Theaterdirektors Emanuel Striese aus der Komödie Der Raub der Sabinerinnen.
Sodanns Intendanz endete mit der Spielzeit 2004/2005 gegen seinen Willen, da er den Wunsch hatte, 2006 mit dem 25-jährigen Jubiläum seines Theaters mit 70 Jahren auszuscheiden. Die Stadt Halle (Saale) ernannte ihn am 28. April 2005 zum Ehrenbürger, bestand aber auf einem neuen Intendanten ab Sommer 2005. Sodann sagte, er fühle sich „vor die Tür gesetzt“. Sein Nachfolger war Christoph Werner, der bisherige Intendant des Puppentheaters Halle.
Sodann und Norbert Blüm (Bundesarbeitsminister von 1982 bis 1998) gingen im Herbst 2007 auf Tournee durch kleinere Hallen und spielten ein eigenes Kabarettprogramm mit dem Titel „Ost-West-Vis-à-Vis“.

### Film und Fernsehen
In den 1970er-Jahren begann auch Sodanns Tätigkeit in Film und Fernsehen, wo er in Gegenwartsfilmen meist Vertrauen erweckende, väterliche Gestalten verkörperte. Seine erste Rolle hatte er als Sekretär Blechnagel in der siebenteiligen Fernsehserie Stülpner-Legende. Für seine Rolle des Lehrers Boltenhagen in dem Jugendfilm Erscheinen Pflicht wurde er 1984 mit dem Nebendarstellerpreis auf dem 3. Nationalen Spielfilmfestival der DDR ausgezeichnet. In den DEFA-Märchenfilmen Gritta von Rattenzuhausbeiuns (1985) und Froschkönig (1988) übernahm er die Rolle des Königs.
Nach der Wende wurde er insbesondere durch Fernsehproduktionen bekannt. Ab Januar 1992 war er als Kommissar Bruno Ehrlicher beginnend mit der 253. Folge Ein Fall für Ehrlicher in der ARD-Krimireihe Tatort, zusammen mit Bernd Michael Lade als dessen Kollege Kommissar Kain, zu sehen. Im November 2007 lief nach 45 Fällen unter dem Titel Die Falle ihr letzter gemeinsamer Tatort. Von 2005 bis 2007 war er in der Rolle des Kommissar Ehrlicher auch in der KiKA-Serie Krimi.de zu sehen. 2008 las er die Folgen Feuertaufe und Sonnenfinsternis als Hörbuch ein.
1995 spielte Sodann in der Erich-Loest-Romanverfilmung Nikolaikirche den General des Ministeriums für Staatssicherheit. 2000 war er in dem Doku-Drama Deutschlandspiel des ZDF als Politiker Erich Mielke zu sehen. In dem ZDF-Fernsehvierteiler Liebesau – Die andere Heimat von Wolfgang Panzer übernahm er 2002 die Rolle des Pfarrer Nulsch. Unter der Regie von Sharon von Wietersheim war er 2003 neben Valerie Niehaus, Gedeon Burkhard und Tim Bergmann als Witwer Bertram in der Filmkomödie Das bisschen Haushalt zu sehen. Von 2008 bis 2013 übernahm er als Schulamtsleiter Dr. Rudolf Bräuning in der Kinder- und Jugendfernsehserie Schloss Einstein eine feste Serienrolle. In dem ARD-Zweiteiler Die Männer der Emden war er 2013 in der Rolle des Generaloberst von Leutenburg zu sehen. In dem Fernsehkrimi Zorn – Vom Lieben und Sterben spielte er 2015 an der Seite von Annekathrin Bürger den männlichen Teil des Ehepaars Kalze. In Andreas Dresens biografischem Film Gundermann war er 2018 als Veteran in seiner letzten Rolle auf der Kinoleinwand zu sehen.

## Peter-Sodann-Bibliothek

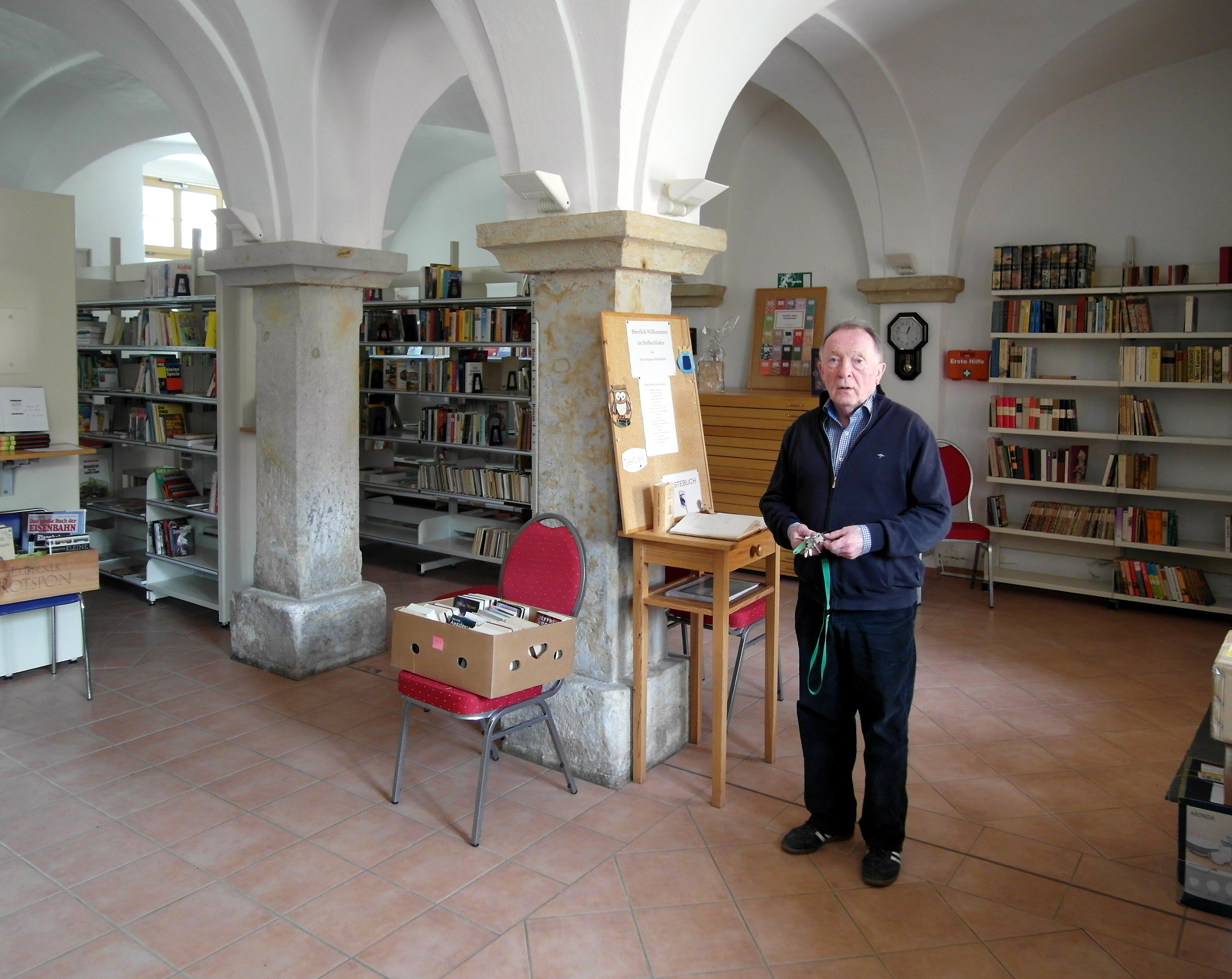
Der Hausherr der Peter-Sodann-Bibliothek Staucha

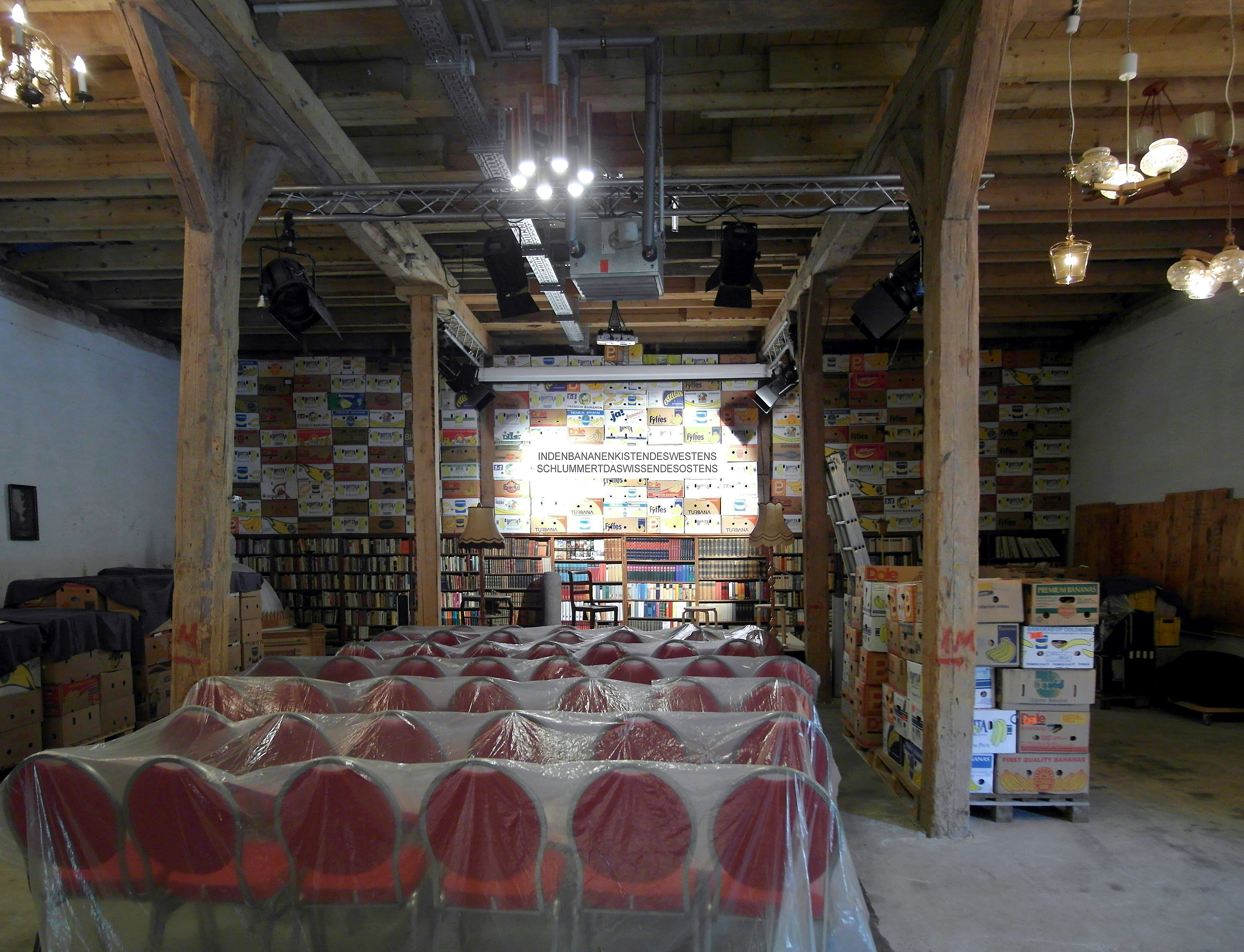
Das Hoftheater Staucha ist Teil der Peter-Sodann-Bibliothek

Ab 1990 sammelte Peter Sodann Bücher, die von 1945 bis 1990 in den Verlagen der Sowjetischen Besatzungszone und der DDR erschienen waren, „um sie für nachfolgende Generationen dokumentarisch zu sichern“, so der Vorsitzende des 2007 gegründeten Fördervereins Eberhard Richter. Nach langer Suche nach einem geeigneten Standort für die auf mittlerweile über zwei Millionen Bände angewachsene Sammlung wurden dem Verein 2011 von der Gemeinde Stauchitz Gebäude eines ehemaligen Rittergutes zur Verfügung gestellt.
Im Mai 2012 wurde die „Peter-Sodann-Bibliothek“ offiziell eröffnet. Sodann plante, weitere Bibliotheken dieser Art in Ostdeutschland aufzubauen. Dafür wurde eine Genossenschaft ins Leben gerufen, die 2020 knapp 130 Mitglieder hatte. So sollte erreicht werden, dass der Fortbestand der Bibliotheken nicht mehr allein von ihm abhing, sondern von vielen getragen würde. In Magdeburg wurde im Oktober 2020 erstmals eine Bücherkiste als Anlaufpunkt zum Verkauf von Büchern in einer Großstadt geschaffen.

## Engagement

### Politisches Engagement
Am 4. Juli 2005 kündigte Sodann an, als parteiloser Spitzenkandidat auf einer offenen Liste der Linkspartei.PDS, die später in der Partei Die Linke aufging, in Sachsen zur Bundestagswahl 2005 zur Verfügung zu stehen. Zwei Tage später zog er seine Ankündigung zurück, da eine Kandidatur und gegebenenfalls ein späteres Mandat aufgrund der Chancengleichheit gegenüber allen Bewerbern nicht mit einer medialen Präsenz vereinbar seien. Schauspieler und andere Mitarbeiter, die zu einer Wahl antreten, dürfen nach internen Richtlinien der ARD sechs Wochen vor der Wahl als Bewerber um ein Mandat oder als Mandatsträger nicht im Fernseh- oder Hörfunkprogramm des Rundfunkverbunds als gestaltende Personen (Schauspieler, Moderatoren usw.) auftreten. Sein Rückzug wurde aber auch auf die heftige Kritik Katja Kippings wegen der Nichteinhaltung des Parteistatuts zurückgeführt, das für alle ersten Listenplätze der Länder eine Frau vorsieht.
Am 14. Oktober 2008 gab Die Linke bekannt, dass Sodann im Mai 2009 als Kandidat der Partei für das Amt des Bundespräsidenten antreten werde. Teils heftige Kritik gab es in den Medien unter anderem an Sodanns Zweifel im Oktober 2008, ob die Bundesrepublik Deutschland demokratisch sei. Sodann lobte das Grundgesetz und sagte, er sehe die Demokratie in Deutschland heute jedoch als „schwächelnd“ beziehungsweise keine „richtige Demokratie“ an. Sodann erläuterte dies damit, dass seiner Ansicht nach in der deutschen Politik die Würde des Menschen (Artikel 1 des Grundgesetzes) nicht ernst genommen werde. Im Jahr 2010 bezeichnete er in diesem Zusammenhang die Demokratie als „das Schwierigste, was den Menschen einfallen könne“.
Im Oktober 2008 erregte Sodann Aufsehen mit der Äußerung, dass er, wenn er nicht nur im „Tatort“ Kommissar wäre, den damaligen Chef der Deutschen Bank, Josef Ackermann, verhaften würde.
Am 23. Mai 2009 erhielt Sodann in der Bundesversammlung zur Wahl des Bundespräsidenten 91 Stimmen (zwei Stimmen mehr als Die Linke Delegierte hatte). Der bis zum 31. Mai 2010 amtierende Bundespräsident Horst Köhler (CDU) gewann die Wahl im ersten Wahlgang. Bei der Bundestagswahl 2009 rief Sodann öffentlich zur Wahl der Partei Die Linke auf.

### Soziales Engagement
Ab August 2005 war Sodann Botschafter der Stiftung Kinderhospiz Mitteldeutschland und engagierte sich für todkranke Kinder und deren Familien. Am 25. Februar 2006 übernahm er den Vorsitz des neu gegründeten Vereins Silberbüchse e. V., des Fördervereins Karl-May-Haus in Hohenstein-Ernstthal.

## Filmografie

### Kino
- 1979: Addio, piccola mia
- 1984: Kaskade rückwärts
- 1984: Eine sonderbare Liebe
- 1984: Erscheinen Pflicht
- 1984: Biberspur
- 1985: Der Doppelgänger
- 1985: Gritta von Rattenzuhausbeiuns
- 1986: Blonder Tango
- 1986: Der Hut des Brigadiers
- 1986: Jan auf der Zille
- 1987: Liane
- 1988: Froschkönig
- 1989: Zwei schräge Vögel
- 1989: Verbotene Liebe
- 1991: Der Tangospieler
- 1991: Farßmann oder Zu Fuß in die Sackgasse
- 1992: Miraculi
- 1992: Jana und Jan
- 1996: Die Spur der roten Fässer
- 2002: Die Farce – Geschichte einer Verhaftung
- 2006: Die Könige der Nutzholzgewinnung
- 2013: Die Männer der Emden
- 2018: Gundermann

### Fernsehen
- 1965: Berlin bleibt Berlin
- 1966: Der arme Konrad
- 1966: Die Tage der Commune (Theateraufzeichnung)
- 1973: Stülpner-Legende (Siebenteiler, 5 Teile)
- 1976: Gestatten, Johannes Conrad! (Regie; Theateraufzeichnung)
- 1978: Der gepuderte Mann im bunten Rock oder Musjöh lebt gefährlich (Fernsehfilm)
- 1981: Jockei Monika (Fernsehserie, 3 Folgen)
- 1986: Ernst Thälmann (Zweiteiler)
- 1987: Der Staatsanwalt hat das Wort: Für Elise (Fernsehreihe)
- 1987: Sansibar oder Der letzte Grund
- 1987: Die erste Reihe
- 1989: Vera – Der schwere Weg der Erkenntnis
- 1989: Große Liebe gesucht
- 1989: Der lange weg zu Angerer
- 1990: Marie Grubbe
- 1991: Jugend ohne Gott
- 1991: Trutz
- 1992–2007: Tatort (→ einzelne Folgen siehe Ehrlicher und Kain)
- 1992: Begräbnis einer Gräfin
- 1993: Wehner – die unerzählte Geschichte
- 1995: Sterne des Südens (Fernsehserie, 5 Folgen)
- 1995: Nikolaikirche
- 1996: Wolffs Revier (Fernsehserie, Folge Klinkenputzer)
- 1997: Sardsch (Fernsehserie, Folge Mörderisches Erbe)
- 1997–2000: Tanja (Fernsehserie, 23 Folgen)
- 1998: Karl May reist zu den lieben Haddedihn
- 2000: Deutschlandspiel
- 2001: Das Amt (Fernsehserie, Folge Hagen, Held der Arbeit)
- 2001: Herzstolpern
- 2001: Liebesau – Die andere Heimat (Vierteiler)
- 2003: Tage des Sturms
- 2003: Das bisschen Haushalt
- 2005–2007: Ki.Ka-Krimi.de (Fernsehserie, 5 Folgen)
- 2006: Die Frau des Heimkehrers
- 2006–2011: In aller Freundschaft (Fernsehserie, verschiedene Rollen, 2 Folgen)
- 2008–2013: Schloss Einstein (Fernsehserie, Folge 482 bis 759)
- 2012: Der Turm (Fernseh-Zweiteiler)
- 2014: Dahoam is Dahoam (Fernsehserie, 6 Folgen)
- 2015: Zorn – Vom Lieben und Sterben (Fernsehreihe)

## Theater (Auswahl)
Städtische Bühnen Erfurt
- 1966: Tirso de Molina: Don Gil von den grünen Hosen (Caramanchel) – Regie: Andreas Scheinert
- 1967: Claus Hammel: Ein Yankee an König Artus’ Hof (Yankee) – Regie: Dieter Wardetzky
- 1967: Friedrich Schiller: Die Verschwörung des Fiesko zu Genua (Bürger von Genua) – Regie: Klaus Martin Boestel
- 1967: Rainer Kirsch: Der Soldat und das Feuerzeug (Landstreicher) – Regie: Dieter Wardetzky (Uraufführung)
- 1967: Claus Hammel: Morgen kommt der Schornsteinfeger (Jule) – Regie: Dieter Wardetzky
- 1968: Roger Planchon / Claude Lauchy: Die drei Musketiere (D’Artagnan) – Regie: Dieter Wardetzky
- 1968: William Shakespeare: Truilos und Cressida (Thersites) – Regie: Dieter Wardetzky
- 1969: Lope de Vega: Der Ritter vom Mirakel (Lombardo) – Regie: Bodo Witte
- 1969: Johann Wolfgang von Goethe: Egmont (Vansen, Schreiber) – Regie: Andreas Scheinert
- 1969: Hermann Kant: Die Aula (Gerd Trullesand) – Regie: Andreas Scheinert
- 1969: Molière: Der Tartuffe (Loyal, Gerichtsvollzieher) – Regie: Jörg Liljeberg
- 1970: Wladimir Bill-Bjelozerkowski: Sturm (Matrose / Schriftführer des Parteikomitees) – Regie: Fritz Westphal

## Bibliografie
- 2003: Mai-Reden und andere Provokationen. Ein Theatermann mischt sich ein. 2. Auflage. Hohenheim Verlag, 2003, ISBN 3-89850-091-8.
- 2006: Aus meinem Zettelkasten. Ungeordnete Notizen die Zukunft betreffend. 1. Auflage. Hohenheim Verlag, 2006, ISBN 3-89850-148-5.
- 2008: Keine halben Sachen: Erinnerungen. Ullstein Verlag, Berlin 2008, ISBN 978-3-550-08721-9.
- 2010 (Hrsg.): Von Ackermann bis Zumwinkel. Schlitzohren und Halunken. Ein Almanach der Missetaten. Eulenspiegel-Verlag, Berlin 2010, ISBN 978-3-359-02247-3.
- 2011 (Hrsg.): Lügenbarone und Ganoven: von Atomminister bis Zentralbanker. Eulenspiegel-Verlag, Berlin 2011, ISBN 978-3-359-02331-9.

## Diskografie
- 2006: Krokodil Gena und seine Freunde (Eduard Uspenski und Peter Sodann)
- 2006: Peter Sodann liest im Studio ausgewählte Bibeltexte
- 2007: Durch die Wüste (Peter Sodann liest Karl May)
- 2007: Heimatabend (Blüm & Sodann)
- 2008: Feuertaufe (Peter Sodann liest die Tatort-Folge Feuertaufe)
- 2008: Sonnenfinsternis (Peter Sodann liest die Tatort-Folge Sonnenfinsternis)
- 2010: Der Sächsische Weinwanderweg. Von Pirna über Dresden nach Diesbar-Seußlitz. (Peter Sodann und Axel Thielmann)
- 2017: Bella Ciao – Partisanen am Lago Maggiore (Peter Sodann liest »Bella Ciao« – Partisanen am Lago Maggiore von Diether Dehm)

## Auszeichnungen
- 1984: Nebendarstellerpreis auf dem 3. Nationalen Spielfilmfestival der DDR für Erscheinen Pflicht
- 1986: Nationalpreis der DDR
- 1996: Ehrenkommissar der sächsischen Polizei (für die Darstellung des Kommissars Ehrlicher)
- 1998: Deutscher Kritikerpreis (für seine „Kulturinsel“ in Halle)
- 1999: Ehrenkommissar der sächsischen Polizeigewerkschaft (für die Darstellung des Kommissars Ehrlicher)
- 2001: Ehrenkommissar (verliehen vom Land Sachsen-Anhalt für die Darstellung des Kommissars Ehrlicher)
- 2001: Bundesverdienstkreuz 1. Klasse
- 2005: Ehrenbürger der Stadt Halle (Saale)
- 2009: Faustorden des Handwerker Carnevalsverein Weimar